# Eruzione del vulcano Trevejo

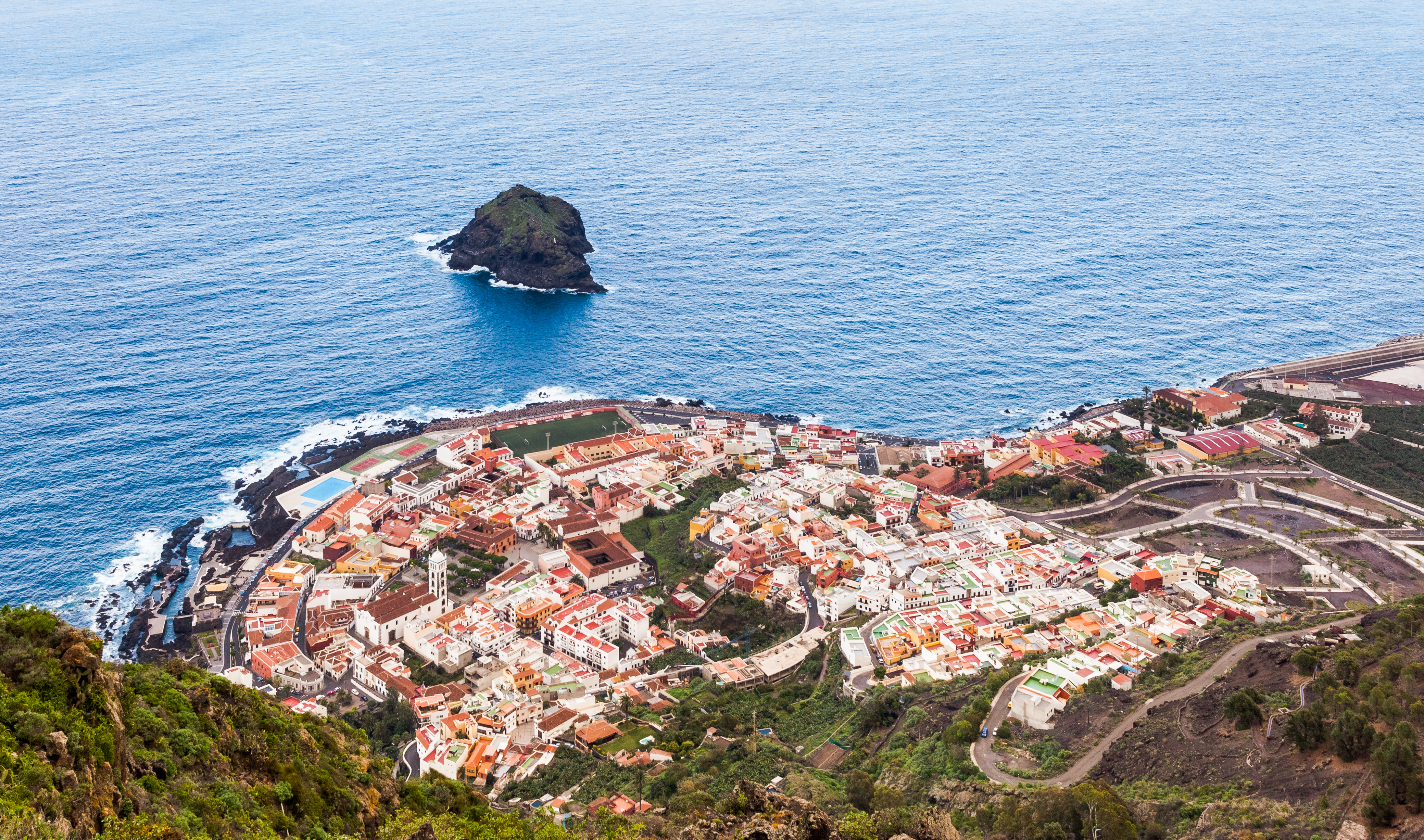
Panoramica di Garachico oggi.

L'eruzione del vulcano Trevejo chiamata anche l'eruzione del vulcano Arenas Negras è stata un'eruzione vulcanica che si è verificata dal 5 al 14 maggio 1706, a circa 8 chilometri a sud di Garachico, nel nord dell'isola di Tenerife (Spagna). L'eruzione ha distrutto l'antico porto di Garachico (il più importante di Tenerife all'epoca) e si concluse con il periodo d'oro della città.

## Storia
Nei XVII secolo e XVIII secolo, il porto di Garachico era il più importante porto commerciale dell'isola, con scambi di merci (vi passavano navi cariche di vino e zucchero) per l'America e l'Europa. Garachico fu fondata dal banchiere genovese Cristóbal de Ponte dopo la conquista di Tenerife nel 1496. La città divenne ricca grazie al suo porto i cui commerci consentirono la costruzione di numerosi palazzi, conventi e monasteri ricchi e chiese sontuosi. Garachico è uno degli scafi storico-artistici meglio conservati e rappresentativi delle Isole Canarie.
Durante le prime ore del 5 maggio 1706, il vulcano Trevejo esplose e versò in mare attraverso il pendio di un burrone ripido a causa dell'orografia dell'isola. L'eruzione ha devastato la città e in particolare il porto di Garachico è stato totalmente coperto. Sette di lava scorre lungo la collina spazzamento e seppellendo gran parte della città.
La scrittrice vittoriana Olivia Stone, nel suo viaggio verso le isole Canarie nel 1883 prese testimonianza dall'eruzione e dette una descrizione dell'evento, anche se modo molto allarmista. Poiché l'eruzione non portó alla distruzione totale della città.
Nonostante tutto, non ci furono morti, poiché le persone furono in grado di proteggersi. Per esempio, durante l'eruzione le monache del Monastero dell'Immacolata Concezione furono evacuate e non tornarono fino a due anni dopo, anche se il monastero stesso non fu danneggiato dall'eruzione.
I flussi di lava arrivarono al mare che ha curiosamente vinto il territorio comunale, oltre a creare alcune piscine e pozze naturali noti come El Caletón. L'eruzione ha interessato anche una parte della vicina città di El Tanque, anche se in misura minore. L'evento si concluse il 14 maggio 1706.

## Conseguenze
L'eruzione del vulcano Trevejo fu il fenomeno vulcanico che ebbe il maggior impatto economico e sociale sull'isola di Tenerife, pur essendo stato un evento con un tasso relativamente basso di esplosività.
Questa eruzione non causò perdite umane ma colpì lo sviluppo storico, economico ed artistico di Garachico, in quanto sepolse il vecchio porto e importanti tesori architettonici della città. Ad esempio, sorprendentemente, la lava si fermò ai piedi della chiesa parrocchiale della città, la Chiesa di Santa Anna, però, le colate furono abbastanza vicine che col calore il tempio prese fuoco e debbe essere ricostruita dal 1714 al 1721. l'eruzione anche spazzato i conventi di San Diego, Santa Clara e San Francisco, così come la Casa del Conte di La Gomera.
Dopo questo disastro naturale, i commercianti utilizzarono poi il molo di Puerto de la Cruz e Garachico rimase come un piccolo porto per la pesca. Dopo ciò il commercio internazionale della città fu evidentemente sospeso, contribuendo al suo declino.
Il professore di filologia rumeno Alejandro Cioranescu, di cui l'eruzione del vulcano Trevejo e le sue conseguenze come «Pompei delle isole Canarie».